# Charles Duclerc

Charles Duclerc

Charles Théodore Eugène Duclerc (* 9. November 1813 in Bagnères-de-Bigorre; † 21. Juli 1888 in Paris) war ein französischer Journalist und Staatsmann.

## Leben
Duclerc war ab 1836 bei verschiedenen Zeitungen beschäftigt. In dieser Zeit arbeitete er auch an wissenschaftlichen Werken; so mit Laurent-Antoine Pagnerre und Étienne Garnier-Pagès am Dictionnaire politique (erschienen 1842) und mit Louis-Antoine Garnier-Pagès an der Histoire politique et financière de la France depuis Henri IV jusqu'à nos jours (Politische und finanzielle Geschichte Frankreichs von Heinrich IV. bis heute).
Er engagierte sich zum ersten Mal 1848 zur Zeit der Zweiten Republik in der Politik und amtierte kurzzeitig als französischer Finanzminister. 1851 zog er sich aus dem politischen Leben zurück. Bis zum Ende des Zweiten Kaiserreichs betätigte er sich vornehmlich als Industrieller in Spanien.
Seine zweite politische Karriere begann 1871, als er mit Beginn der Dritten Republik in die Abgeordnetenkammer (Frankreich) gewählt wurde. Seit 1875 nahm er zudem als Sénateur inamovible einen Sitz im wieder geschaffenen Senat ein. Ab August 1882 war er für ein halbes Jahr Minister des Auswärtigen und Ministerpräsident.